# Porta (automóveis)

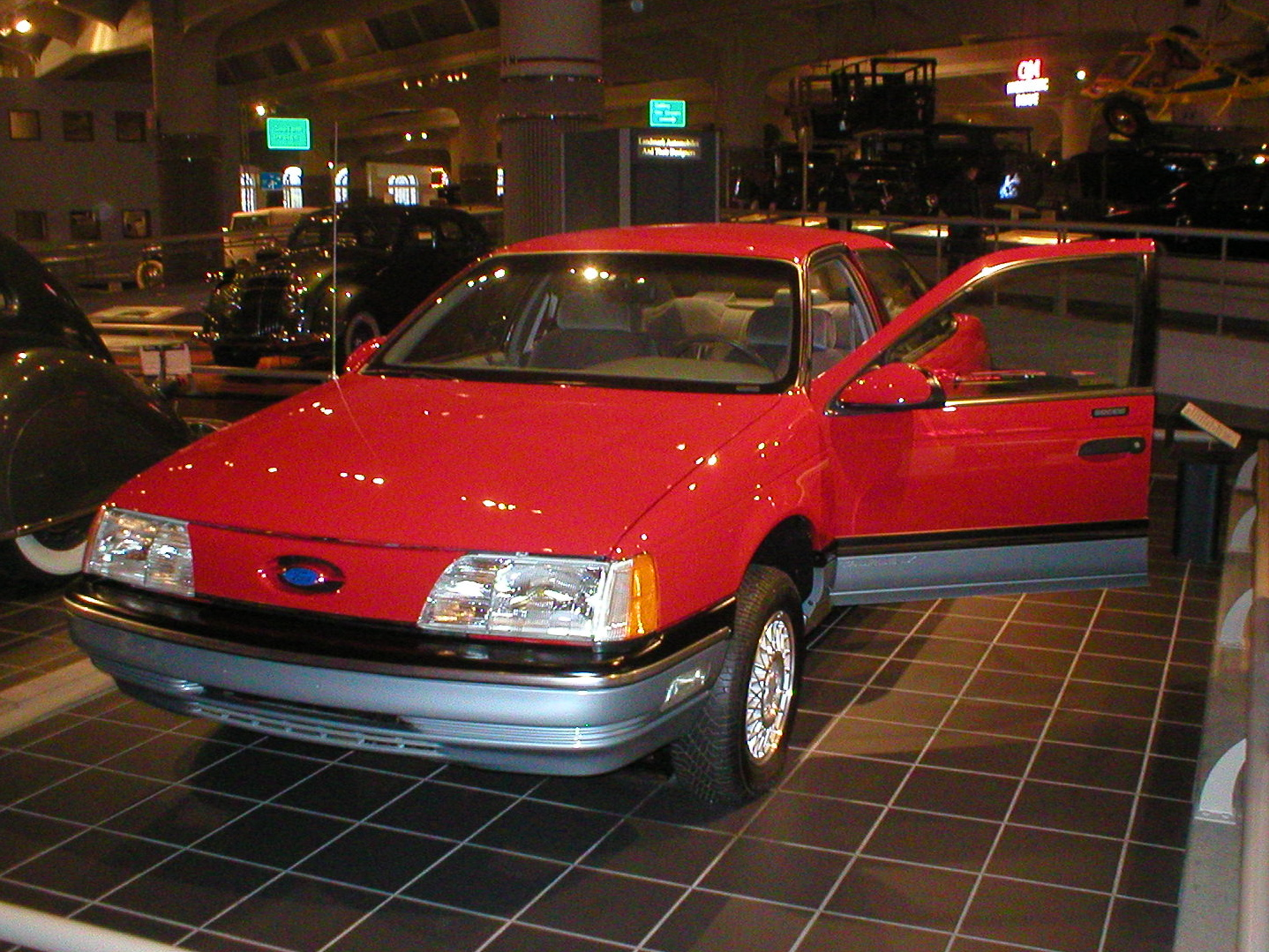
Lado externo da porta de um Ford Taurus 1986

A porta de um automóvel é uma porta, normalmente articulada em sua borda frontal, mas às vezes fixada por outros mecanismos, como trilhos, para entrar e sair do veículo. As portas geralmente integram janelas laterais para visibilidade de dentro do carro e podem ser travadas para proteger o veículo.
As portas do carro podem ser operadas manualmente ou com assistência elétrica fornecida pelo veículo. Portas automáticas podem ser encontradas em minivans, carros de luxo ou carros modificados.

## Design geral
As portas do carro são projetadas para facilitar a entrada e saída dos passageiros do carro.
Ao contrário de outros tipos de portas, o lado exterior da porta do veículo contrasta no seu design e acabamento do lado interior, a parte interior é normalmente equipada com um painel de porta que apresenta características decorativas e funcionais.
O lado externo da porta é feito de aço ou outro material como o resto do exterior do veículo. Além disso, o seu aspecto decorativo, tipicamente colorido com um design, destina-se a combinar com o resto do exterior do veículo, sendo o objetivo central aumentar o apelo estético geral do exterior do veículo.
Um veículo normalmente possui dois tipos de portas: portas dianteiras e portas traseiras. Vagamente relacionados estão: capôs e tampas de porta-malas.

## Designação do número de portas
Os veículos hatch, perua e SUV são normalmente descritos como modelos de "três portas" ou "cinco portas". No caso de sedãs e cupês, a tampa do porta-malas não é considerada uma porta por definição porque se destina a um compartimento de armazenamento separado - estes automóveis são comercializados como "duas portas" ou "quatro portas".

## Tipos
Existem muitos tipos diferentes de portas de veículos, incluindo os seguintes:

### Convencionais
Uma porta convencional tem dobradiças na borda frontal da porta e, assim, permite que a porta se mova para fora da carroceria do carro. Estas portas são relativamente seguras, na medida em que se forem abertas durante o movimento para a frente do veículo, a resistência do vento trabalhará contra a porta que se abre e forçará efetivamente o seu fecho.

### Suicidas
Uma porta suicida é articulada em sua borda posterior. O termo "porta suicida" foi cunhado devido ao potencial da porta se abrir quando a trava foi liberada enquanto o carro estava em movimento.

### Tesoura
As portas de tesoura giram verticalmente para cima e são articuladas na extremidade do pára-brisa ou próximo a ela. Eles são usados em Lamborghini, Alfa Romeo e outras marcas.

### Borboleta
As portas borboleta são semelhantes às portas de tesoura, mas enquanto as portas de tesoura se movem para cima, as portas borboleta também se movem para fora, o que facilita a entrada/saída e economiza espaço.

### Asa de gaivota
As portas asa de gaivota são articuladas na borda superior, no teto e não nas laterais. Recebem esse nome porque, ao serem abertas, as portas evocam a imagem de uma gaivota abrindo as asas.

### Cisne
As portas cisne funcionam de maneira semelhante às portas de carros convencionais, mas abrem em um ângulo ascendente para ajudar a passar pelo meio-fio, especialmente em carros esportivos mais baixos.

### De correr
As portas de correr abrem deslizando horizontalmente ou verticalmente, sendo a porta montada ou suspensa em um trilho. São comumente utilizadas nas laterais de minivans, veículos comerciais leves, micro-ônibus e alguns ônibus, pois permitem uma grande abertura para carga e descarga de equipamentos sem obstruir o acesso.

### Desaparecidas
Uma porta desaparecida desliza para baixo e sob o veículo. Este tipo abre toda a lateral do habitáculo, deixando apenas uma soleira para entrar e sair. Um exemplo de carro com portas desaparecidas é o carro-conceito Lincoln Mark VIII.